# 210 mm M1939
Il 210 mm M1939 (Br-17)  (in russo: 210-мм пушка образца 1939 года (Бр-17)) era un cannone pesante d'assedio cecoslovacco usato dai sovietici durante la seconda guerra mondiale.

## Storia
Dopo l'occupazione della Cecoslovacchia nel marzo 1939, i tedeschi presero il controllo delle officine Škoda, che stavano sviluppando questo pezzo ed il corrispondente obice da 305 mm. Come risultato del Patto Molotov-Ribbentrop, i tedeschi vendettero entrambi i progetti all'Unione Sovietica. Non è completamente chiaro se Škoda produsse realmente i pezzi o si limitò a consegnare i progetti. In ogni caso, furono prodotti pochissimi pezzi, tanto che non ne esiste traccia nei cataloghi tedeschi di materiale di preda bellica dopo l'Operazione Barbarossa. Il pezzo impiegava lo stesso affusto dell'obice 305 mm M1939 (Br-18), la stessa piattaforma di tiro e lo stesso meccanismo di controllo. Veniva trasportato scomposto in tre carichi.

## Munizionamento
| Munizionamento per pezzi con rigatura "profonda" |          |          |             |                           |            |
| Tipo                                             | Modello  | Peso, kg | Peso HE, kg | Velocità alla volata, m/s | Gittata, m |
| HE                                               | 53-F-643 | 133      | -           | 800                       | 28.650     |